# René Verriet de Litardière
René Verriet de Litardière, född 24 juni 1888 i Mazières-en-Gâtine, Frankrike, död där 24 oktober 1957, var en fransk botaniker.